# Love and Lavallieres (film 1913)
Love and Lavallieres è un cortometraggio muto del 1913. Il nome del regista non viene riportato nei credit del film, come accadeva spesso per le produzioni dell'epoca. La pellicola venne prodotta dalla Essanay Film Manufacturing Company, una compagnia che aveva la sua sede a Chicago, fondata nel 1907 da George K. Spoor e da Broncho Billy Anderson.

## Produzione
Il film fu prodotto dalla Essanay Film Manufacturing Company.

### Cast
- Augustus Carney (1870-1920): protagonista del film, ex-attore di vaudeville, fu una star del cinema degli anni dieci, diventando - pur se nato in Inghilterra - uno dei più popolari personaggi della commedia western americana.
- Dolores Cassinelli (1888-1984): aveva cominciato la sua carriera alla Essanay e girò numerosi cortometraggi per la compagnia di Chicago. Oltre a interpretare ruoli romantici, venne impiegata anche in commedie. Qui, ricopre il ruolo della giovane fidanzata di Augustus Carney.

## Distribuzione
Distribuito dalla General Film Company, il film - un cortometraggio a una bobina - uscì nelle sale cinematografiche USA il 5 febbraio 1913.